# Чемпионат СССР по лёгкой атлетике 1976
Чемпионат СССР по лёгкой атлетике 1976 года проходил в два этапа в Киеве на Центральном стадионе. С 10 по 12 июня были определены чемпионы страны в беге на средние и длинные дистанции, многоборьях и ходьбе на 20 км, а с 22 по 24 июня стали известны сильнейшие спортсмены в спринте, легкоатлетических прыжках и метаниях. Соревнования являлись одним из этапов отбора в сборную СССР на Олимпийские игры в Монреале. Всего было разыграно 33 комплекта медалей (10 на первом этапе и 23 на втором).
Чемпионат носил личный характер, командное первенство не разыгрывалось.
Главным событием чемпионата стал новый мировой рекорд на дистанции 800 метров у женщин. Его автором стала Валентина Герасимова из Караганды, пробежавшая два круга по стадиону за 1.56,0. Предыдущее достижение болгарской спортсменки Светлы Златевой она улучшила на полторы секунды.
Виктор Семёнов установил высшее европейское достижение в ходьбе на 20 км — 1:23.52,2. Мировому рекорду мексиканца Даниэля Баутисты он уступил всего 12,4 секунды.
Олимпийский чемпион Николай Авилов победил в десятиборье с лучшей суммой в истории чемпионатов страны (8336 очков). Впервые все три призёра национального первенства набрали больше 8000 очков.
Во всех видах женского пятиборья Людмила Поповская и Надежда Ткаченко показали почти идентичные результаты. Победу с отрывом в 2 очка одержала Поповская, которой совсем немного (9 очков) не хватило до собственного национального рекорда.
Во второй части чемпионата было установлено три рекорда СССР. Виктор Мясников пробежал 110 метров с барьерами за 13,50 и улучшил предыдущее достижение на 0,19 секунды. Татьяна Шляхто стала второй советской прыгуньей в высоту, взявшей 1,90 м — она повторила всесоюзное достижение Галины Филатовой, установленное месяцем ранее. В женском беге на 400 метров с барьерами, который впервые был проведён в рамках чемпионата страны, Людмила Поппе показала в предварительном забеге результат 58,64. В финале она пробежала только за 58,98, из-за чего стала только серебряным призёром, пропустив вперёд Татьяну Зеленцову (58,73).
Ещё в нескольких дисциплинах были показаны результаты, близкие к рекордным. В мужском толкании ядра Евгений Миронов и Александр Барышников смогли отправить снаряд за 21 метр. Чемпионом с попыткой на 21,53 м стал Миронов — 17 см до рекорда Союза и 32 см до мирового рекорда.
Победительнице в метании копья Светлане Бабич не хватило до всесоюзного достижения 22 см. Её результат 63,74 м стал вторым в истории СССР после рекорда Эльвиры Озолиной (63,96 м).
37-летний Янис Лусис в двенадцатый раз в карьере стал чемпионом СССР в метании копья, повторив рекорд Николая Озолина (прыжок с шестом) и Игоря Тер-Ованесяна (прыжок в длину) по числу побед в одной дисциплине на чемпионатах страны.
Валерий Борзов выиграл в Киеве 14-й титул чемпиона страны (шестой в беге на 100 метров). Очередные победы записали на свой счёт метатели диска: для Фаины Мельник она стала шестой, а для Владимира Ляхова — пятой.
В течение 1976 года в различных городах были проведены также чемпионаты СССР в отдельных дисциплинах лёгкой атлетики:
- 3—4 апреля — чемпионат СССР по кроссу (Баку)
- 16 апреля — чемпионат СССР по марафону (Ужгород)
- 15 августа — чемпионат СССР по ходьбе на 50 км (Клайпеда)
- 26—29 августа — чемпионат СССР по эстафетам и бегу на 3000 метров среди женщин (Ереван)

## Призёры (1-й этап)

### Мужчины
| Дисциплина             | Золото                                     | Золото            | Серебро                                       | Серебро           | Бронза                                             | Бронза            |
| ---------------------- | ------------------------------------------ | ----------------- | --------------------------------------------- | ----------------- | -------------------------------------------------- | ----------------- |
| 800 м                  | Виктор Анохин Урожай Уфа                   | 1.46,0            | Павел Литовченко Спартак Москва               | 1.46,5            | Владимир Пономарёв Вооружённые Силы Ростов-на-Дону | 1.46,8            |
| 1500 м                 | Анатолий Мамонтов Вооружённые Силы Кишинёв | 3.40,5            | Михаил Улымов Динамо Волгоград                | 3.41,3            | Сергей Сафроненко Буревестник Ленинград            | 3.42,1            |
| 5000 м                 | Валентин Зотов Динамо Минск                | 13.37,6           | Борис Кузнецов Зенит Свердловск               | 13.38,0           | Сергей Осипов Спартак Москва                       | 13.46,0           |
| 10 000 м               | Энн Селлик Йыуд Тарту                      | 28.10,4           | Леонид Мосеев Буревестник Челябинск           | 28.11,2           | Александр Кузнецов Енбек Темиртау                  | 28.12,6           |
| 3000 м с препятствиями | Владимир Филонов Динамо Московская область | 8.25,2            | Владимир Лисовский Вооружённые Силы Ленинград | 8.26,4            | Йонас Григас Нямунас Вильнюс                       | 8.27,6            |
| Десятиборье*           | Николай Авилов Динамо Одесса               | 8336 очков (8247) | Леонид Литвиненко Вооружённые Силы Киев       | 8249 очков (8141) | Александр Гребенюк Трудовые резервы Ставрополь     | 8197 очков (8083) |
| Ходьба на 20 км        | Виктор Семёнов Спартак Чебоксары           | 1:23.52,2         | Владимир Голубничий Спартак Сумы              | 1:23.55,0         | Алексей Троицкий Спартак Ярославль                 | 1:24.00,0         |

### Женщины
| Дисциплина | Золото                                          | Золото           | Серебро                          | Серебро          | Бронза                                | Бронза            |
| ---------- | ----------------------------------------------- | ---------------- | -------------------------------- | ---------------- | ------------------------------------- | ----------------- |
| 800 м      | Валентина Герасимова Трудовые резервы Караганда | 1.56,0 WR*       | Светлана Стыркина Спартак Москва | 1.56,7           | Татьяна Провидохина Спартак Ленинград | 1.59,3            |
| 1500 м     | Татьяна Казанкина Буревестник Ленинград         | 4.05,2           | Тамара Сорокина Динамо Челябинск | 4.08,2           | Ольга Двирна Спартак Ленинград        | 4.08,9            |
| Пятиборье* | Людмила Поповская Спартак Ленинград             | 4774 очка (4757) | Надежда Ткаченко Авангард Донецк | 4772 очка (4764) | Татьяна Ворохобко Труд Ленинград      | 4695 очков (4614) |

* Для определения победителя в соревнованиях многоборцев использовалась старая система начисления очков. Пересчёт с использованием современных таблиц перевода результатов в баллы приведён в скобках.

## Призёры (2-й этап)

### Мужчины
| Дисциплина             | Золото                                         | Золото  | Серебро                                     | Серебро | Бронза                                         | Бронза  |
| ---------------------- | ---------------------------------------------- | ------- | ------------------------------------------- | ------- | ---------------------------------------------- | ------- |
| 100 м (ветер: 0,0 м/с) | Валерий Борзов Динамо Киев                     | 10,27   | Юрий Силов Варпа Рига                       | 10,42   | Александр Аксинин Динамо Ленинград             | 10,44   |
| 200 м                  | Александр Аксинин Динамо Ленинград             | 21,10   | Виктор Бураков Авангард Донецк              | 21,40   | Алексей Голоурный Буревестник Киев             | 21,41   |
| 400 м                  | Валерий Юрченко Труд Краснодар                 | 46,77   | Владимир Носенко Вооружённые Силы Минск     | 46,79   | Леонид Королёв Вооружённые Силы Ростов-на-Дону | 47,35   |
| 110 м с барьерами      | Виктор Мясников Динамо Минск                   | 13,50   | Вячеслав Кулебякин Динамо Ленинград         | 13,62   | Эдуард Переверзев Зенит Москва                 | 13,67   |
| 400 м с барьерами      | Евгений Гавриленко Динамо Минск                | 49,99   | Дмитрий Стукалов Вооружённые Силы Ленинград | 50,22   | Валерий Мошковский Вооружённые Силы Киев       | 50,47   |
| Прыжок в высоту        | Сергей Будалов Спартак Московская область      | 2,25 м  | Владимир Киба Динамо Киев                   | 2,18 м  | Владимир Абрамов Труд Москва                   | 2,18 м  |
| Прыжок с шестом        | Владимир Трофименко Трудовые резервы Ленинград | 5,50 м  | Юрий Исаков Вооружённые Силы Свердловск     | 5,45 м  | Валерий Бойко Буревестник Минск                | 5,40 м  |
| Прыжок в длину         | Валерий Подлужный Трудовые резервы Донецк      | 8,12 м  | Тыну Лепик Калев Таллин                     | 8,04 м  | Иван Лобач Вооружённые Силы Минск              | 7,86 м  |
| Тройной прыжок         | Валентин Шевченко Буревестник Москва           | 16,64 м | Анатолий Пискулин Зенит Ленинград           | 16,54 м | Геннадий Бессонов Вооружённые Силы Москва      | 16,52 м |
| Толкание ядра          | Евгений Миронов Буревестник Ленинград          | 21,53 м | Александр Барышников Динамо Ленинград       | 21,49 м | Анатолий Ярош Вооружённые Силы Киев            | 20,68 м |
| Метание диска          | Владимир Ляхов Динамо Московская область       | 63,08 м | Николай Вихор Вооружённые Силы Москва       | 61,20 м | Виктор Журба Авангард Ворошиловград            | 61,16 м |
| Метание молота         | Юрий Седых Буревестник Киев                    | 78,50 м | Анатолий Бондарчук Колос Киев               | 77,42 м | Алексей Спиридонов Труд Ленинград              | 76,94 м |
| Метание копья          | Янис Лусис Вооружённые Силы Рига               | 84,08 м | Василий Ершов Авангард Запорожье            | 83,92 м | Николай Гребнев Урожай Витебск                 | 83,90 м |

### Женщины
| Дисциплина        | Золото                                    | Золото  | Серебро                                      | Серебро | Бронза                                       | Бронза  |
| ----------------- | ----------------------------------------- | ------- | -------------------------------------------- | ------- | -------------------------------------------- | ------- |
| 100 м             | Людмила Маслакова Буревестник Москва      | 11,37   | Вера Анисимова Вооружённые Силы Москва       | 11,46   | Надежда Бесфамильная Вооружённые Силы Москва | 11,47   |
| 200 м             | Татьяна Пророченко Колос Запорожье        | 22,98   | Надежда Бесфамильная Вооружённые Силы Москва | 23,13   | Марина Сидорова Буревестник Ленинград        | 23,16   |
| 400 м             | Людмила Аксёнова Авангард Киев            | 51,27   | Надежда Ильина Динамо Москва                 | 51,42   | Наталья Соколова Динамо Москва               | 51,43   |
| 100 м с барьерами | Татьяна Анисимова Буревестник Ленинград   | 12,97   | Любовь Кононова Динамо Алма-Ата              | 12,99   | Галина Вичкуткина Динамо Алма-Ата            | 13,38   |
| 400 м с барьерами | Татьяна Зеленцова Вооружённые Силы Москва | 58,73   | Людмила Поппе Спартак Киев                   | 58,98   | Светлана Шаталина Вооружённые Силы Ташкент   | 1.00,04 |
| Прыжок в высоту   | Татьяна Шляхто Буревестник Минск          | 1,90 м  | Надежда Мариненко Локомотив Гомель           | 1,88 м  | Лариса Кузиленкова Динамо Кишинёв            | 1,88 м  |
| Прыжок в длину    | Лидия Алфеева Вооружённые Силы Москва     | 6,68 м  | Людмила Борсук Буревестник Минск             | 6,60 м  | Галина Семёнова Буревестник Архангельск      | 6,55 м  |
| Толкание ядра     | Светлана Крачевская Динамо Москва         | 20,70 м | Раиса Таранда Спартак Московская область     | 20,06 м | Наталья Носенко Динамо Киев                  | 19,70 м |
| Метание диска     | Фаина Мельник Спартак Москва              | 67,12 м | Наталья Горбачёва Зенит Ленинград            | 64,90 м | Ольга Андрианова Вооружённые Силы Москва     | 64,68 м |
| Метание копья     | Светлана Бабич Динамо Московская область  | 63,74 м | Надежда Якубович Спартак Москва              | 61,92 м | Дарья Курьян Вооружённые Силы Минск          | 61,30 м |

## Чемпионат СССР по кроссу
Чемпионат СССР по кроссу 1976 года прошёл 3—4 апреля в Баку, столице Азербайджанской ССР.

### Мужчины
| Дисциплина  | Золото                                  | Золото  | Серебро                                  | Серебро | Бронза                     | Бронза  |
| ----------- | --------------------------------------- | ------- | ---------------------------------------- | ------- | -------------------------- | ------- |
| Кросс 8 км  | Валентин Зотов Белорусская ССР Минск    | 23.08,6 | Александр Федоткин Белорусская ССР Минск | 23.09,0 | Иван Парлуй РСФСР Смоленск | 23.09,4 |
| Кросс 14 км | Владимир Меркушин Белорусская ССР Минск | 42.15,6 | Леонид Мосеев РСФСР Челябинск            | 42.16,0 | не вручалась               |         |
| Кросс 14 км | Владимир Меркушин Белорусская ССР Минск | 42.15,6 | Николай Гаврилов РСФСР Набережные Челны  | 42.16,0 | не вручалась               |         |

### Женщины
| Дисциплина | Золото                    | Золото | Серебро                         | Серебро | Бронза                                | Бронза |
| ---------- | ------------------------- | ------ | ------------------------------- | ------- | ------------------------------------- | ------ |
| Кросс 2 км | Равиля Измайлова Москва   | 6.09,2 | Гиана Романова РСФСР Чебоксары  | 6.10,6  | Любовь Иванова Молдавская ССР Кишинёв | 6.13,4 |
| Кросс 3 км | Ирина Бондарчук Ленинград | 9.11,6 | Людмила Брагина РСФСР Краснодар | 9.14,0  | Галина Черепанова Москва              | 9.18,2 |

## Чемпионат СССР по марафону
Чемпионат СССР по марафону состоялся 16 апреля 1976 года в Ужгороде, Украинская ССР.

### Мужчины
| Дисциплина | Золото                                   | Золото    | Серебро                                 | Серебро   | Бронза                           | Бронза    |
| ---------- | ---------------------------------------- | --------- | --------------------------------------- | --------- | -------------------------------- | --------- |
| Марафон    | Николай Пензин Вооружённые Силы Алма-Ата | 2:30.32,8 | Александр Матвеев Буревестник Ленинград | 2:32.19,0 | Виктор Краузе Локомотив Алма-Ата | 2:32.58,0 |

## Чемпионат СССР по ходьбе на 50 км
Чемпионат СССР по спортивной ходьбе на 50 км состоялся 15 августа 1976 года в Клайпеде, Литовская ССР. 37-летний Вениамин Солдатенко в седьмой раз в карьере стал чемпионом страны: шесть из этих титулов он выиграл на дистанции 50 км и один — на 20 км.

### Мужчины
| Дисциплина      | Золото                              | Золото    | Серебро                       | Серебро   | Бронза                       | Бронза    |
| --------------- | ----------------------------------- | --------- | ----------------------------- | --------- | ---------------------------- | --------- |
| Ходьба на 50 км | Вениамин Солдатенко Динамо Алма-Ата | 4:01.37,0 | Альгис Шакалис Динамо Вильнюс | 4:03.00,0 | Евгений Евсюков Спартак Сочи | 4:03.22,0 |

## Чемпионаты СССР по эстафетам и бегу на 3000 метров среди женщин
Чемпионы Советского Союза в эстафетном беге 4×100 и 4×400 метров, а также на дистанции 3000 метров у женщин определились 26—29 августа в армянском Ереване на стадионе «Раздан».

### Мужчины
| Дисциплина       | Золото                                                                             | Золото | Серебро                                                                              | Серебро | Бронза                                                                          | Бронза |
| ---------------- | ---------------------------------------------------------------------------------- | ------ | ------------------------------------------------------------------------------------ | ------- | ------------------------------------------------------------------------------- | ------ |
| Эстафета 4×100 м | Буревестник Александр Пузаткин Вячеслав Кузьмин Алексей Голоурный Валерий Ратушный | 40,4   | Вооружённые Силы Владимир Отставнов Борис Изместьев Михаил Лебедев Владимир Ловецкий | 40,4    | Спартак Мамед Исмайлов Анатолий Караулов Юрий Шмелёв Валентин Цехович           | 40,5   |
| Эстафета 4×400 м | Вооружённые Силы Владимир Носенко Семён Кочер Леонид Королёв Владимир Смородин     | 3.07,7 | Буревестник Владимир Белоконь Николай Калашников Борис Назаренко Александр Гончаров  | 3.08,2  | Локомотив Хаджи Рахманов Александр Чередниченко Виктор Михайлов Владимир Трещёв | 3.09,8 |

### Женщины
| Дисциплина       | Золото                                                                                 | Золото | Серебро                                                                                  | Серебро | Бронза                                                               | Бронза |
| ---------------- | -------------------------------------------------------------------------------------- | ------ | ---------------------------------------------------------------------------------------- | ------- | -------------------------------------------------------------------- | ------ |
| 3000 м           | Гиана Романова Спартак Чебоксары                                                       | 9.16,8 | Раиса Катюкова Авангард Бровары                                                          | 9.16,8  | Светлана Ульмасова Вооружённые Силы Андижан                          | 9.19,4 |
| Эстафета 4×100 м | Вооружённые Силы Надежда Бесфамильная Вера Анисимова Татьяна Лямпарская Татьяна Синёва | 45,1   | Буревестник Зоя Спасовходская Ольга Рукавишникова Марина Сидорова Ирина Тимофеева        | 45,7    | Динамо Марите Визла Алла Базилина Галина Вичкуткина Нина Моргулина   | 46,7   |
| Эстафета 4×400 м | Буревестник Татьяна Валивахина Лариса Морозова Лариса Голованова Мария Кульчунова      | 3.35,6 | Вооружённые Силы Светлана Шаталина Надежда Корнилова Татьяна Зеленцова Наталья Подгорная | 3.36,2  | Труд Людмила Бердяева Людмила Веселкова Марина Макеева Надежда Мушта | 3.38,5 |